# Valfångst

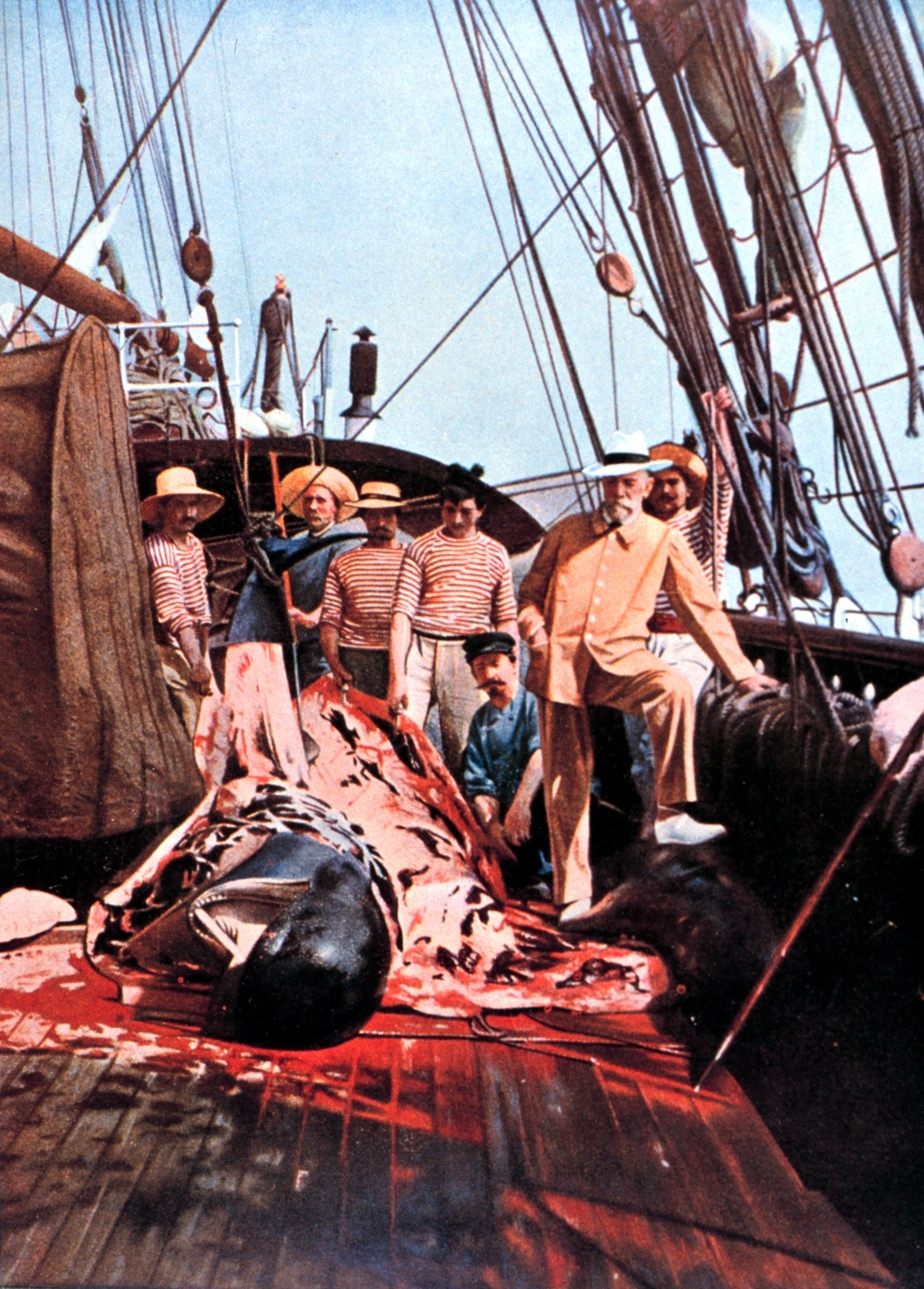
Besättningen på Albert Grimaldis (senare Albert I av Monaco) forskningsfartyg Princesse Alice poserar vid resterna av en fångad val.

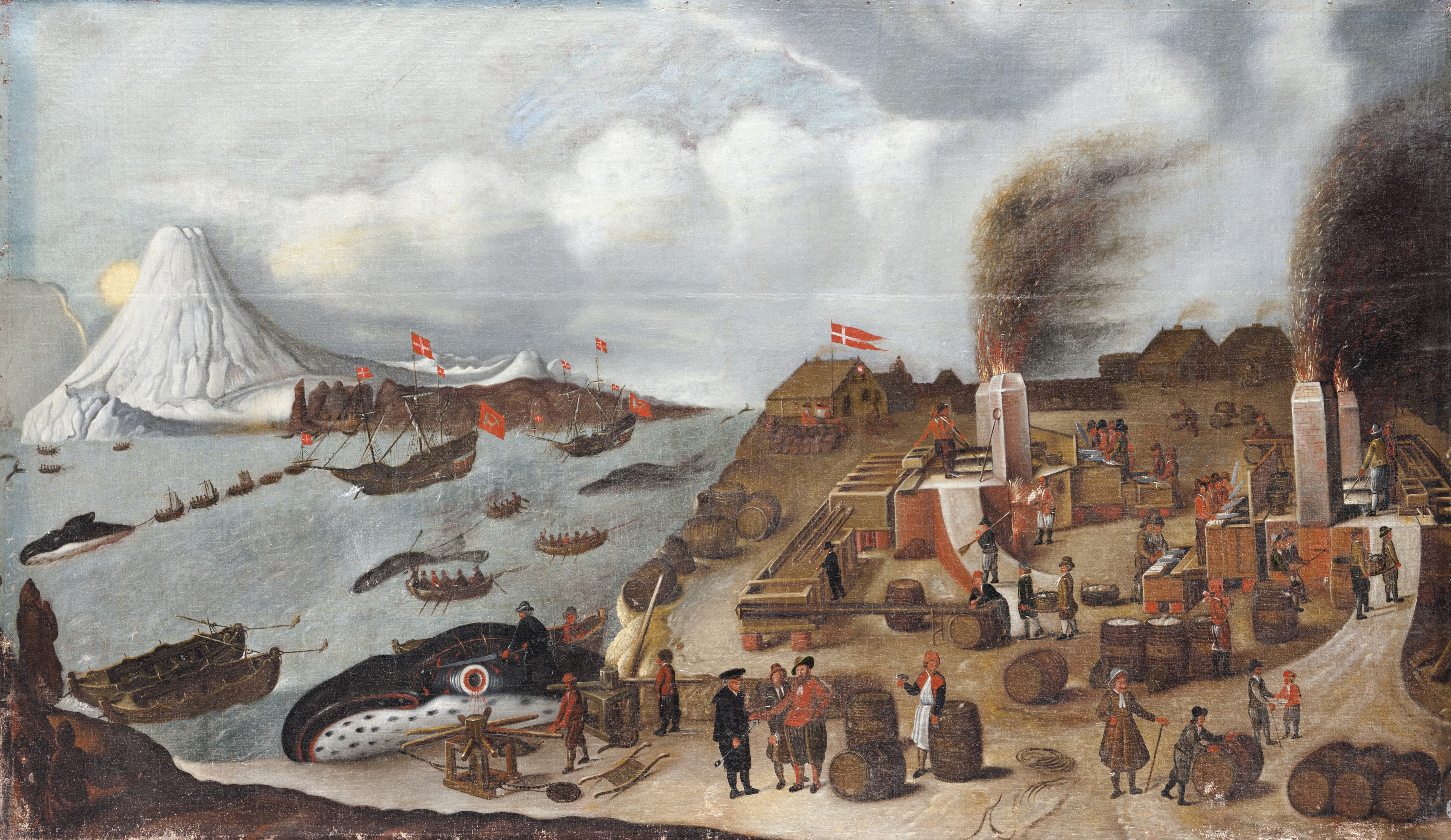
Valfångst på Danskön, målning av Abraham Speeck, 1634. Finns på Skoklosters slott.

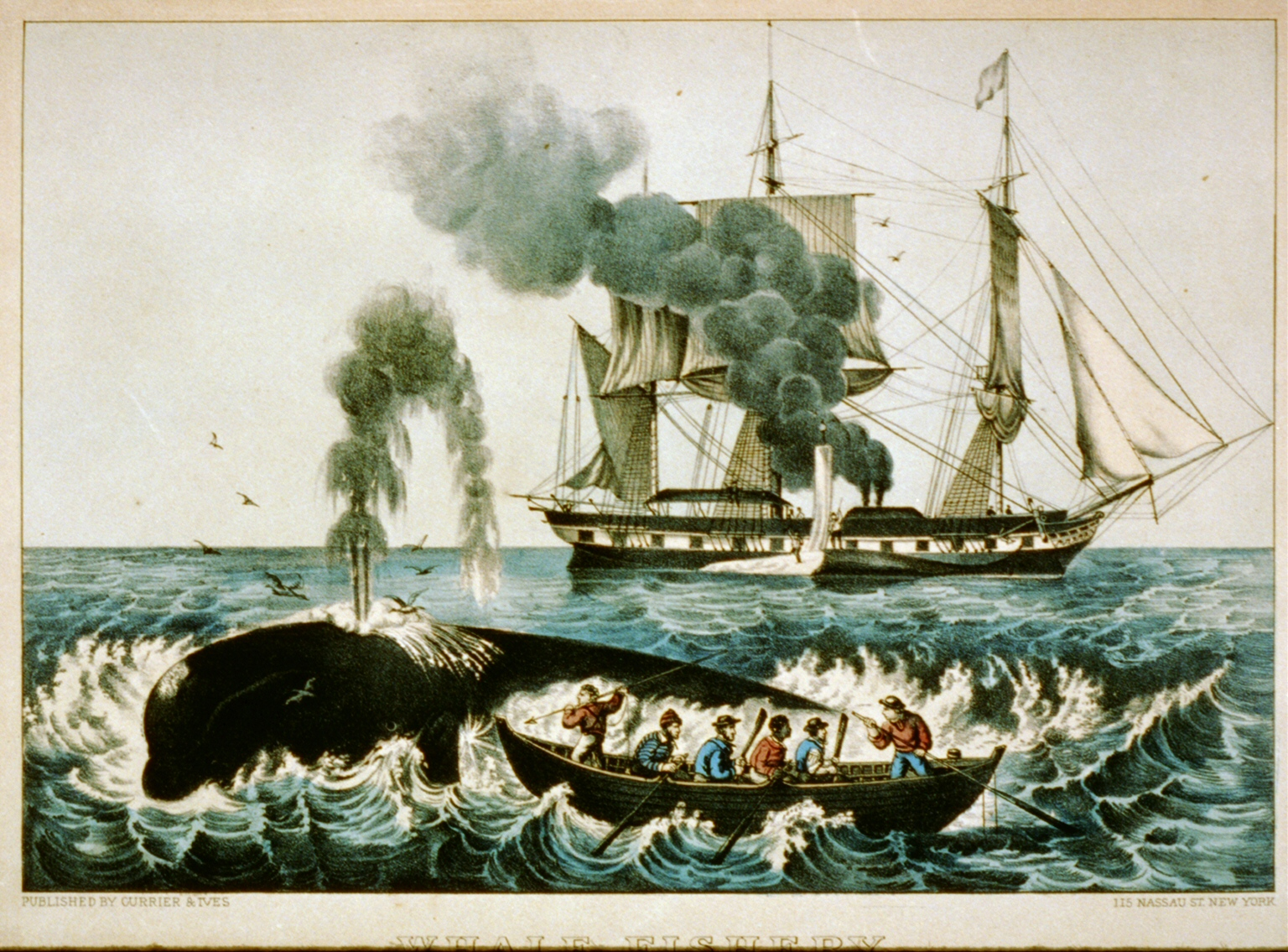
Valfångst vid slutet av 1800-talet.

Valfångst eller valjakt, är fångst av valar. Valfångst har förekommit eller förekommer i organiserad form i bland annat Japan, Island och Norge. En organisation som behandlar valfångst är IWC, Internationella valfångstkommissionen. I modern valfångst skjuter man en granat med harpun mot valen. Granaten exploderar trettio centimeter in i valens kropp och försätter den i chock tills den dör. Tidigare sköt man harpuner med en mindre kanon och man har också jagat val med harpuner som kastats med handkraft. Sedan 1986 är kommersiell valfångst förbjuden.

## Tidig valfångst
Under medeltiden jagade man val för att få kött, tran som användes som bränsle och de stora gomlisterna, barder, som användes till husbygge. Redan vid slutet av medeltiden var stora flottor ute och jagade de stora valarterna, huvudsakligen rätvalar som grönlandsval och nordkapare. Till skillnad från övriga valar flyter nämligen rätvalar när de dött. Till exempel hade den nederländska flottan under 1500- och 1600-talen cirka 300 valfångstskepp med 18 000 man i besättning. Under 1700-talet och 1800-talet jagades huvudsakligen bardvalar för sina gomlister som användes i korsetter och krinoliner. Dessutom användes kaskelotens spermaceti som smörjmedel för maskiner och dess ambra som grundämne för farmacin och parfymframställning.

## Industriell valfångst
Efter uppfinnandet av sprängharpunen ökade jakten betydligt. Stora skepp omvandlades till moderskepp och där förädlades valen till olika produkter. Runt början av 1900-talet hade valar en stor betydelse som råvarukälla för industrin, framför allt valoljan som kokades ur späcket och även ur kött och ben. Det var fettbrist i världen, både på grund av militär rustning (tillverkning av sprängmedel) och på grund av dåtidens bristande tillgång på vegetabiliska fetter till matfett och tvål. Under denna tid pågick därför en intensiv industriell jakt. Till exempel jagades på 1930-talet varje år omkring 30 000 valar. Den japanska jakten var ett undantag: den bedrevs huvudsakligen för att köttet användes till livsmedel. 

### Flänsning
Flänsning innebär själva styckningen av den dödade valen. Under 1800- och 1900-talens stora industriella valfångst vid fasta landstationer skedde flänsningen på ett så kallat flänsplan, vilket var förbundet med en slip där man drog upp valen. Flänsarna var de bäst betalda arbetarna på valstationerna. Flänsning kunde även ske vid flytande kokerier som var förankrade vid tillfälliga ankringsplatser. Då flänsades det i sjön - den uppblåsta valen skars i stycken av flänsare som gick omkring på den flytande valen, och späck- och köttstycken vinschades ombord till kokeriet. Flänsarna arbetade med stora knivar på långa skaft som såg ut som felvinklade hockeyklubbor. När den pelagiska fångsten utan landstationer utvecklades på 1920-talet, flänsades till att börja med i öppen sjö. Det var farligt och ineffektivt och ledde till att de flytande valkokerierna i slutet av 1920-talet i aktern utrustades med öppna slipar där man halade upp valskrotten till speciellt inrättade flänsplan uppe på fartygsdäcket. Då blev valfångsten på allvar en effektiv industri, vilket under andra hälften av 1900-talet ledde till överfångst och närmast utrotning av flera stora valarter.

## Valfångst i Nordatlanten
Valfångsten i Gamborg Fjord i Danmark av vanlig tumlare skedde från medeltiden fram till slutet av 1800-talet, utgående från Middelfart. En liknande fångstteknik används beträffande vandrande grindvalar vid Färöarna, grindadráp.

## Konsekvenser
De flesta valarters bestånd är idag hotade. Några större valarter blev nästan utdöda. Fullständigt utrotade blev till exempel gråvalspopulationen i Atlanten. Av arten nordkapare finns troligtvis bara 300 till 600 individer. Populationen av blåvalen uppskattas till maximalt 14 000 individer. 
De första skyddsåtgärderna för valar fastställdes 1931. Tydligt hotade arter som knölvalen, som det vid denna tid bara fanns hundra exemplar av, blev skyddade. Dessutom skapades de första skyddszonerna. 1946 grundades den internationella valfångstkommissionen, som ska säkra valarnas bestånd. Denna organisation förbjöd valfångst mellan 1985 och 2005. Ändå bedrivs valfångst, huvudsakligen av japanska flottor som anger forskning som anledning, vilket av de flesta anses vara en lögn för att man ska kunna fortsätta jaga valar för köttets skull.